# Andris Bērziņš (1955)
Pour les articles homonymes, voir Andris Bērziņš et Bērziņš.
Andris Bērziņš (né le 26 novembre 1955 à Riga) est un homme politique et un philologue letton, membre de l'Union des verts et des paysans, ancien membre du Nouveau Parti chrétien et de la Voie lettonne. Il est diplômé de la faculté de Langue et Littérature Française de l'Université de Lettonie. Il est le président de la Fondation pour l'Enfance de Lettonie depuis 1989.
Bērziņš est député à la Saeima avec le Nouveau Parti chrétien en 1998. Après la dissolution du Nouveau Parti chrétien en 2002, il se présente comme député indépendant. Il est élu dans la VIIIe Saeima (2002-2006) .
Il dirigeait la délégation lettonne à l'Assemblée parlementaire du Conseil de l'Europe. En 2004, dans la liste de l'Union des verts et des paysans il se présente aux Élections européennes de 2004 en Lettonie, mais sans succès.
Aux Élections législatives lettonnes de 2006, il est élu dans la IXe Saeima.